# Manuel Montt
Manuel Francisco Antonio Julián Montt Torres (ur. 4 września 1809, zm. 20 września 1880) – chilijski polityk, później prezydent tego kraju. Był ojcem Pedro Montta, późniejszego prezydenta.

## Życiorys
Urodził się w 1809 roku. Ukończył prawo w Instytucie Narodowym, gdzie w 1853 roku objął funkcję rektora. Pięć lat później uzyskał mandat deputowanego do parlamentu. Odegrał istotną rolę w wymierzeniu sprawiedliwości zabójcom Diego Portalesa. W rządzie prezydenta Manuela Bulnesa Montt pełnił funkcję ministra spraw wewnętrznych i sprawiedliwości. W 1851 roku zastąpił Bulnesa na stanowisku prezydenta. 
Liberałowie zarzucili związanemu z konserwatystami Monttowi fałszerstwa wyborcze i podjęli próbę buntu. Nowy prezydent jednak szybko stłumił rebelię. Popadł jednak później w konflikt z dotychczasowymi zwolennikami - konserwatystami. Sprzeciw konserwatystów wzbudziły zwłaszcza posunięcie prezydenta zmierzające do poddania Kościoła katolickiego kontroli państwa oraz wprowadzenie wolnego obrotu ziemią.
Montt przeprowadził głęboką reformę systemu administracyjnego i zainicjował program robót publicznych. Rozwinął też system bankowy, wprowadził powszechne szkolnictwo i podjął działania mające na celu przyśpieszenie procesu uprzemysłowienia kraju. Jego otwarta polityka migracyjna spowodowała napływ do Chile nowych imigrantów, którzy w znacznej mierzę przyczynili się do jego rozwoju gospodarczego. Mimo osiągnięć rządu Montta liberałowie nadal atakowali go i występowali przeciwko niemu. prezydentowi udało się stłumić kolejny bunt liberałów, jednak sytuacja w kraju była napięta. Ostatecznie jednak Montt doszedł z nimi do porozumienia i w 1861 roku ustąpił ze stanowiska prezydenta po zakończeniu swojej drugiej kadencji. Odchodząc udzielił poparcia kandydatowi liberałów. 
Montt kontynuował potem działalność polityczną, pełniąc funkcję senatora, posła, a później przewodniczącego Sądu Najwyższego. Zmarł w 1880 roku.